# Gàlags
Els gàlags (Galagidae) són una família de petits primats nocturns que viuen al continent africà. Tot i que generalment són considerats una família de l'infraordre dels lorisiformes, de vegades se'ls inclou com a subfamília dins dels lorísids.
El nom sud-africà nagapie (que prové de l'afrikaans i vol dir ‘monetes nocturnes’) és degut al fet que se les veu gairebé exclusivament de nit.

## Descripció
Els gàlags tenen un ulls grans que els proporcionen una bona visió nocturna, extremitats posteriors fortes, una oïda aguda, i llargues cues que els ajuden a mantenir l'equilibri. Tenen ungles a la majoria dels dits, excepte al segon dit dels peus, que té una urpa que fa servir per raspallar-se.
La seva dentadura és totalment simètrica ({\displaystyle {\tfrac {2.1.3.3}{2.1.3.3}}}), i a la part inferior davantera de la boca, té la pinta dental característica dels estrepsirrins.

## Ecologia
Tenen habilitats grimpadores destacables, inclosa la capacitat de saltar verticalment fins a 2 metres. Es creu que això és degut al fet que emmagatzema energia elàstica als tendons de les potes del darrere, el qual li permet fer salts molt més grans dels que serien normals per un animal de la seva mida.
Les femelles protegeixen el seu territori i el comparteixen amb les seves cries. Els joves mascles deixen els territoris materns després de la pubertat, mentre que les femelles hi romanen, formant grups socials constituïts per femelles estretament emparentades i les seves cries. Els mascles adults s'instal·len a territoris separats, que s'encavalquen amb els dels grups socials de femelles. Generalment, un mascle adult s'aparella amb totes les femelles d'una zona. Els mascles que no s'han establert en cap territori, de vegades formen petits grups de «solters».

### Dieta
La seva dieta és una barreja d'insectes i altres petits animals, fruits, i eucaliptus.

### Reproducció
Després d'un període de gestació que varia entre 110 i 133 dies, les cries neixen amb els ulls 
mig tancats i sense poder moure's per si sols inicialment. Entre el sisè i vuitè dia, la mare porta la cria a la boca, i la deixa a les branques mentre s'alimenta.
Informes de fonts veterinàries i zoològiques indiquen una esperança de vida en captivitat de 12 a 16,5 anys, el que suggereix una esperança de vida d'uns 10 anys a la natura.

### Vocalitzacions
Els gàlags es comuniquen cridant-se els uns als altres, i marcant els seus camins amb orina. Al final de la nit, els membres del grup utilitzen un crit especial i es reuneixen per dormir en un niu de fulles, un grup de branques, o un forat en un arbre.

## Relacions amb humans
Mentre que la seva conservació com a animals de companyia no és recomanable (igual que molts altres primats no humans, es consideren possibles fonts de zoonosi, malalties que poden creuar les barreres de les espècies), sense dubte es fa. Igualment, és molt probable que atreguin l'atenció dels funcionaris de duanes en la importació a molts països.

## Genoma
S'ha estat estudiant la seqüència del genoma del gàlag de Garnett. Atès que és un primat «primitiu», la seqüència serà particularment útil alhora de reconstruir les dels primats superiors (macacos, ximpanzés i humans) fins a no primats propers, com ara rosegadors. La cobertura de 2x prevista no serà suficient per crear un conjunt de genoma complet, però proporcionara dades comparatives en la majoria del genoma humà.
L'ADN dels gàlags s'assembla en un 58% al dels humans.